# انتقال به سرخ گرانشی

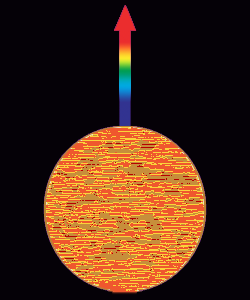
نمایش گرافیکی از انتقال به سرخ گرانشی از طرف یک منبع گرانشی

در فیزیک انتقال به سرخ گرانشی زمانی رخ می‌دهد که نور بخواهد در مسیر مخالف جاذبه گرانشی قوی حرکت کند و برای اینکه بتواند از میدان جاذبه فرار کند باید انرژی مصرف کند و این کاهش انرژی به شکل افزایش طول موج بروز می‌کند که به آن انتقال به سرخ گرانشی گویند. این پدیده یک استدلال زیبا برای به نتیجه رساندن نسبیت عام است که از ان به عنوان یکی از ازمون های نسبیت عام یاد می شود.
یک مثال برای انتقال سرخ گرانشی در سقوط به سمت سیاهچاله :
اگر یک ماهواره با رنگ بنفش را به سمت یک سیاهچاله پرتاب کنیم و خودمان ناظر باشیم و به ماهواره نگاه کنیم، ماهواره هر چقدر به سیاهچاله نزدیک تر میشود رنگ آن به سمت قرمز میرود تا زمانی که از دید ما پنهان شود.
وقتی ماهواره به سیاهچاله نزدیک میشود ، نور آن که میخواهد از ماهواره به چشم ما که در خلاف جهت گرانش سیاهچاله است ، برسد ، چون با نزدیک تر شدن ماهواره‌ بنفش رنگ، جاذبه سیاهچاله بیشتر میشود، نور آن کم کم به سمت رنگ قرمز میرود،که  یعنی برای اینکه نور از جاذبه شدید آن فرار کند باید انرژی مصرف کند و این انرژی مصرف کردن، با افزایش طول موج نور همراه است که به رنگ قرمز تبدیل میشود!
در اصل خود ماهواره قرمز نمیشود! بلکه نور آن است که میخواهد از جاذبه شدید سیاهچاله فرار کند و چون نور میخواهد فرار کند ، در نتیجه فوتون ، انرژی مصرف میکند و این انرژی مصرف کردن سبب افزایش طول موج آن میشود که باعث می‌شود که ما نوری را که از ماهواره می آید را با رنگ قرمز ببینیم!

## تعریف
{\displaystyle {\lambda '}={\frac {\lambda }{\sqrt {1-{\frac {2GM}{rC^{2}}}}}}}  که :
{\displaystyle M} جرم سیاهچاله
{\displaystyle r} فاصله منبع نور از تکینگی سیاهچاله
{\displaystyle \lambda '} طول موج دریافتی :

طول موجی که از فرمول بدست می آید ، به ما نشان میدهد که طول موجی که از میدان گرانشی سیاهچاله خارج میشود چقدر است!
یعنی این موج نور ، تا زمانی که از میدان گرانشی سیاهچاله خارج میشود ، گرانش بر آن تاثیر میگذارد و وقتی که این موج نور از میدان گرانشی خارج میشود ، میتوانیم طول موج آن را با استفاده از این فرمول بدست بیاوریم
همچنین این فرمول را میتوان برای ستارگان استفاده کرد ، به صورتی که {\displaystyle r}  شعاع ستاره می باشد!